# العلاقات النمساوية الفانواتية
العلاقات النمساوية الفانواتية هي العلاقات الثنائية التي تجمع بين النمسا وفانواتو.

## مقارنة بين البلدين
هذه مقارنة عامة ومرجعية للدولتين:
| وجه المقارنة                                              | النمسا                                                    | فانواتو                                  |
| --------------------------------------------------------- | --------------------------------------------------------- | ---------------------------------------- |
| المساحة (كم2)                                             | 83.86 ألف                                                 | 12.19 ألف                                |
| عدد السكان (نسمة)                                         | 8.81 مليون                                                | 276.24 ألف                               |
| الكثافة السكانية (ن./كم²)                                 | 105.06                                                    | 22.66                                    |
| العاصمة                                                   | فيينا                                                     | بورت فيلا                                |
| اللغة الرسمية                                             | اللغة الألمانية، لغة الإشارة النمساوية ‏                   | اللغة البسلاما، لغة فرنسية، لغة إنجليزية |
| العملة                                                    | يورو، شلن نمساوي، رايخ مارك، شلن نمساوي                   | فاتو فانواتي                             |
| الناتج المحلي الإجمالي (بليون دولار)                      | 416.60 مليار                                              | 862.88 مليون                             |
| الناتج المحلي الإجمالي (تعادل القوة الشرائية) بليون دولار | 426.99 مليار                                              | 790.76 مليون                             |
| الناتج المحلي الإجمالي الاسمي للفرد دولار أمريكي          | 43.77 ألف                                                 | 2.81 ألف                                 |
| الناتج المحلي الإجمالي للفرد دولار أمريكي                 | 47.68 ألف                                                 | 3.03 ألف                                 |
| مؤشر التنمية البشرية                                      | 0.885                                                     | 0.594                                    |
| رمز المكالمات الدولي                                      | +43                                                       | +678                                     |
| رمز الإنترنت                                              | .at                                                       | .vu                                      |
| المنطقة الزمنية                                           | توقيت وسط أوروبا، ت ع م+01:00، ت ع م+02:00، أوروبا/فيينا ‏ | ت ع م+11:00                              |

## منظمات دولية مشتركة
يشترك البلدان في عضوية مجموعة من المنظمات الدولية، منها:
| علم المنظمة | اسم المنظمة                        | تاريخ انضمام النمسا | تاريخ انضمام فانواتو |
| ----------- | ---------------------------------- | ------------------- | -------------------- |
|             | يونسكو                             | 13 أغسطس 1948       | 10 فبراير 1994       |
|             | مؤسسة التمويل الدولية              | 28 سبتمبر 1956      | 28 سبتمبر 1981       |
|             | بنك التنمية الآسيوي                | 1966                | 1981                 |
|             | منظمة حظر الأسلحة الكيميائية       | ?                   | ?                    |
|             | مؤسسة التنمية الدولية              | 28 يونيو 1961       | 28 سبتمبر 1981       |
|             | منظمة التجارة العالمية             | ?                   | ?                    |
|             | وكالة ضمان الاستثمار متعدد الأطراف | 16 ديسمبر 1997      | 27 يوليو 1988        |
|             | الاتحاد البريدي العالمي            | ?                   | ?                    |
|             | الاتحاد الدولي للاتصالات           | 1866                | 30 مارس 1988         |
|             | الأمم المتحدة                      | 14 ديسمبر 1955      | 15 سبتمبر 1981       |
|             | البنك الدولي للإنشاء والتعمير      | 27 أغسطس 1948       | 28 سبتمبر 1981       |

## وصلات خارجية
- موقع وزارة الخارجية النمساوية